# Нортвест Арктик (Аљаска)
Нортвест Арктик (енгл. Northwest Arctic) град је у америчкој савезној држави Аљаска.

## Демографија
По попису из 2010. године број становника је 7.523, што је 315 (4,4%) становника више него 2000. године.
| Група                 | 2000.         | 2010.         |
| Амерички староседеоци | 5.944 (82,5%) | 6.121 (81,4%) |
| Белци                 | 878 (12,2%)   | 830 (11,0%)   |
| Афроамериканци        | 15 (0,2%)     | 37 (0,5%)     |
| Азијати               | 64 (0,9%)     | 42 (0,6%)     |
| Хиспаноамериканци     | 57 (0,8%)     | 58 (0,8%)     |
| Укупно                | 7.208         | 7.523         |